# Lhenice
Lhenice är en köping i Tjeckien.   Den ligger i regionen Södra Böhmen, i den sydvästra delen av landet, 120 km söder om huvudstaden Prag. Lhenice ligger 557 meter över havet och antalet invånare är 1 771.
Terrängen runt Lhenice är kuperad åt sydväst, men åt nordost är den platt.Runt Lhenice är det glesbefolkat, med 14 invånare per kvadratkilometer. Närmaste större samhälle är Prachatice, 11,3 km väster om Lhenice. I omgivningarna runt Lhenice växer i huvudsak blandskog.